# Landos
Landos is een gemeente in het Franse departement Haute-Loire (regio Auvergne-Rhône-Alpes) en telt 885 inwoners (2005). De plaats maakt deel uit van het arrondissement Le Puy-en-Velay.

## Geografie
De oppervlakte van Landos bedraagt 35,9 km², de bevolkingsdichtheid is 24,7 inwoners per km².
De onderstaande kaart toont de ligging van Landos met de belangrijkste infrastructuur en aangrenzende gemeenten.

## Demografie
Onderstaande figuur toont het verloop van het inwonertal (bron: INSEE-tellingen).